# Johan Frederik Vilhelm Schlegel
 For alternative betydninger, se Johan Frederik Schlegel (flertydig). (Se også artikler, som begynder med Johan Frederik Schlegel)
Johan Frederik Vilhelm Schlegel (4. oktober 1765 i København – 19. juli 1836 på Søllerødgård) var retslærd.
Han var søn af professor Johan Heinrich Schlegel Han nød i sit højtdannede hjem en omhyggelig undervisning, indtil farens død væsentlig af denne selv, og det berettes, at moren stedse talte fransk, faren stedse tysk med ham. Fra sit 13. år havde han som kontubernal farens medhjælper i biblioteksgerningen, den seks år ældre Rasmus Nyerup, og med denne begavede yngling sluttede han et venskab, der varede livet igennem og var frugtbart for begge.

## Hjælp til selvhjælp
1782 dimitteredes han til universitetet af den senere rektor i Horsens Ole Worm, tog året efter filosofisk eksamen og allerede 1784 den store filologiske eksamen, alt med et udmærket udfald, som han i hovedsagen skyldte de usædvanlige sprogkundskaber, han allerede førend sin studentereksamen havde erhvervet sig ved at følge sin fars, på grundsætningen: Hjælp til selvhjælp, byggede studieplan. Endnu kun et år, og Schlegel havde med offentlig berømmelse absolveret juridisk eksamen, til hvilken han særlig havde nydt vejledning af Jacob Edvard Colbjørnsen, der allerede før eksamen havde skaffet ham stillingen som vicedecanus ved kommunitetsøvelserne med en virkelig dekans indtægter. Med offentlig understøttelse tiltrådte Schlegel året efter (1786) en længere studierejse, på hvilken han i særdeleshed opholdt sig i Göttingen, Berlin, Dresden og London. I Göttingen udgav han (på latin) sit første videnskabelige arbejde: Om Borgernes Udvandringsfrihed (1787), der indbragte ham et accessit fra byens universitet. Han studerede i øvrigt statsret, historie, proces og, vistnok især, cameralia (nationaløkonomi/statsvidenskab). Hans interesse gik på denne tid mest i sidstnævnte retning, og hans mål var at komme ind på den diplomatiske løbebane. Efter Colbjørnsens råd afbrød han imidlertid sin udenlandsrejse for 1788 at deltage i en konkurrence om et ledigt juridisk professorat ved Københavns Universitet. Den 11 år ældre C.M.T. Cold sejrede over ham, men det følgende forår udnævntes Schlegel til adjunkt ved det juridiske fakultet, hvor han endnu samme år (1789) blev ekstraordinær professor; stillingen som professor ordinarius opnåede han først 1800.

## Mangesidighed
Der er over Schlegels videnskabelige produktion og akademiske lærergerning noget af den forståelse sig på alt, af den mangesidighed, som hører en svunden tids videnskabelighed til, og som ganske vist også var mere forenelig med datidens stofmængde end med nutidens. Schlegel læste over statsret, almindelig retslære, retshistorie, juridisk encyklopædi, romerret, statistik og adskilligt mere, og han, der i de yngre år stedse var rede til under en kollegas bortrejse, svagelighed eller overtagelse af andet embede at varetage hans partes ((?) del), stod til tider som den eneste aktive lærer inden for det retsvidenskabelige fakultet. Hans litterære efterladenskaber frembyder et ikke mindre broget billede. Hans vigtigste arbejde og, tør man vel sige, det eneste, i hvilket hans videnskabelige navn er nærværende for den almindelige juridiske bevidsthed i nutiden, er Danmarks og Hertugdommenes Statsret med stadigt Hensyn til deres ældre Forfatning 1. del (1827). Med særligt hensyn til, at der her var tale om en slags nybegyndelse – før juridisk eksamens omordning ved forordningen af 26. januar 1821 bestod forelæsningerne over statsret kun i fattige kommentarer til kongeloven -, fortjente dette værk trods sine svagheder anerkendelse og fandt den også både hos retskyndige og historikere, ligesom det blev oversat på tysk 1829. 2. del af arbejdet, der skulle have indeholdt hertugdømmernes statsret, udkom aldrig, ligesom Schlegel også efter Orla Lehmanns noget bitre vidnesbyrd (Efterladte Skrifter I, 28) under sin forelæsningsvirksomhed negligerede denne del af statsretten, der åbenbart betragtedes som "noget, der egentlig kun vedkom Universitetet i Kiel, som visselig ikke forsømte sin Del af Opgaven". Schlegels Naturrettens eller den almindelige Retslæres Grundsætninger, der afløste Nørregårds Naturret og udkom i to oplag (1798 og 1805), var påvirket af den kantske filosofi og faldt i tidens smag, og hans 1825 udgivne Juridisk Encyklopædi udfyldte et savn i datidens litteratur. Det første større skrift, som Schlegel udgav her hjemme – efter at han 1790 (ved kronprinsens formæling) havde publiceret sin for den juridiske doktorgrad skrevne afhandling om forskellen mellem besiddelse i god tro og i ond tro efter romerske retsgrundsætninger -, var imidlertid en (ufuldendt) Statistisk Beskrivelse af de fornemste europæiske Stater (1793-96), det umiddelbare udbytte af hans ungdomsstudier i udlandet.

## Frit Skib, frit Gods
En vigtig plads inden for Schlegels produktion indtager hans lejlighedsskrifter, der til dels så lyset i tidsskriftet Astræa, som han i årene 1797-1805 udgav i fem bind. Her må først og fremmest nævnes hans afhandling Frimodig Prøvelse af den engelske Admiralitetsrets Dom, afsagt 11. Juni 1799 i den bekjendte svenske Konvoisag (1800), hvori han over for den af Sir William Scott afsagte dom med kyndighed og skarpsindighed hævder sætningen "Frit Skib, frit Gods" og påviser utilstedeligheden af visitation af handelsskibe under konvoj af krigsskibe. Afhandlingen blev straks oversat på fransk og engelsk og levende diskuteret i det engelske parlament og i den engelske litteratur, hvor ingen ringere end Lord Granville skrev imod den. Fra svensk officiel side indbragte skriftet sin forfatter forskellig anerkendelse, og Schlegel blev en søgt konsulent i vigtigere engelske prisesager. Over for Birckners skrift om trykkefriheden skrev Schlegel (1797) et modskrift, som han selv betegner som et "Forsøg på at bestemme Grænseskellet imellem Trykkefrihed og Trykkefrækhed", et arbejde, der just ikke lagde grunden til nogen popularitet for ham hos en senere tids liberalisme. I en fransk afhandling om forbindelsen mellem Slesvig og Holsten (1816) søgte han at modarbejde urigtige forestillinger blandt diplomatiet, og efter opfordring af den engelske gesandt i København udarbejdede han en fremstilling af katolikkernes retlige stilling i Danmark (1816). For den preussiske regering skrev Schlegel (1831) Memoiren üb. Gesetzgebung (uudgivet), for den svenske regering et lovgivningsudkast, og af Yngvar Nielsen er der i 1882 (Bidrag til Norges Historie i 1814) udgivet et i det danske gehejmearkiv opbevaret udkast til en forfatning for Norge, som Schlegel i 1814 tilstillede prins Christian Frederik. I videre forstand kunne også under Schlegels talrige lejlighedsskrifter henregnes hans anmærkninger til den af ham og R. Nyerup besørgede udgave af Kofod Anchers skrifter (1807-11), hvori han med hensyn til de gamle danske love og retssædvaners oprindelse gjorde de samme anskuelser gældende, som han senere udviklede i en fyldigere afhandling: Om de gamle danskes Retssædvaner og Avtonomi (1827), og hans indledning og kommentar til Den Arnamagnæanske Kommissions udgave af den islandske lovbog Graagaasen (1829).

## Professortræthed
Schlegel blev indtil sin dødsdag ved universitetet. Han var i 1801 bleven beskikket til kancellideputeret og chef for det gejstlige departement i kancelliet, men han havde ikke tiltrådt denne post, da han i 1803 på kronprinsens opfordring frasagde sig udnævnelsen og med et lønningstillæg af 1100 rigsdaler og titel af virkelig etatsråd trådte tilbage til universitetet, hvor der ved en revision af reglerne om juridisk eksamen var særlig brug for ham. I sine velmagtsdage var Schlegel en dygtig og omhyggelig docent, og han skal have været den første, der (1792) indførte skriftlige øvelser som et led i undervisningen. På sine ældre dage led han utvivlsomt af professortræthed, og som universitetets senior opnåede han (1833) dispensation fra at holde forelæsninger. Fra 1791 var Schlegel ekstraordinær assessor i højesteret og deltog jævnlig i rettens voteringer, fra 1800, da posten som Referendarius consistorii oprettedes, beklædte han denne indtil 1804, da han blev Nørregårds eftermand som decanus i fakultetet, hvilken post han indtog, indtil den fra 1817 gik over til vekselvis at forestås af professorerne. Flere gange (1803-4, 1812-13 og 1828-29) var han universitetets rektor. 1803 blev han medeforus (medforstander) for den Arnamagnæanske Stiftelse, 1806 medlem af Videnskabernes Selskab og Det kongelige danske Selskab for Fædrelandets Historie, 1820 formand for Det skandinaviske Litteraturselskab og 1831 for Det kongelige Nordiske Oldskriftselskab. Talrige var de udenlandske lærde selskaber, af hvilke han var æresmedlem eller korresponderende medlem; endnu i de nærmeste dage efter hans død indløb der tre sådanne patenter fra fjerne steder. I 1832 var Schlegel medlem af den notabelforsamling (de oplyste mænd), der skulle afgive betænkning over stænderinstitutionen, men den på ham faldne udnævnelse som repræsentant for universitetet i stænderforsamlingerne frasagde han sig på grund af svagelighed. I stedet kom botanikeren Joakim Frederik Schouw til at repræsentere Københavns Universitet. (Schouw blev præsident for stænderforsamlingerne i Viborg og Roskilde og for Den Grundlovgivende Rigsforsamling). I 1812 blev Schlegel, der stod højt anskrevet hos Frederik 6., konferensråd og 1828 Kommandør af Dannebrog.
Schlegel, der 17. maj 1793 havde ægtet sit søskendebarn Marie Elisabeth Hellfried (1773 – 1851), ældste datter af generalpostdirektør Johan Carl Frederik Hellfried, døde 19. juli 1836 på Søllerødgård.